# 川东农场
32°58′34″N 120°43′33″E / 32.976236°N 120.725719°E
光明食品集团上海川东农场有限公司（前称上海市川东农场，简称川东农场），是中华人民共和国上海市在江苏省的一块飞地，位于江苏省大丰市的黄海之滨。为上海出产粮食，被称为上海的“菜篮子”、“米袋子”。川东农场由五大部门组成，包括养猪场、饲料场、动物保护中心、沼气发电站等。耕地3万余亩，生猪养殖规模年上市七万头。